# Talsperre Yeywa
Die Talsperre Yeywa liegt in der Mandalay-Division in der Mitte Myanmars. Sie staut den Fluss Myitnge, einen linken Nebenfluss des Irrawaddy. Ca. 50 km nordwestlich der Talsperre liegt die Stadt Mandalay.
Erste detaillierte Planungen für das Projekt wurden ab August 2001 durchgeführt. Mit der Errichtung der Talsperre wurde im Februar 2006 begonnen. Der Bau wurde 2010 fertiggestellt. Die Talsperre dient der Stromerzeugung.

## Absperrbauwerk
Das Absperrbauwerk ist eine Gewichtsstaumauer aus Walzbeton mit einer Höhe von 132 (bzw. 134) m. Die Mauerkrone liegt auf einer Höhe von 197 m über dem Meeresspiegel. Die Länge der Mauerkrone beträgt 690 m. Das Volumen des Bauwerks beträgt 2,43 (bzw. 2,5) Mio. m³.
Die Hochwasserentlastung liegt in der Mitte der Staumauer, etwas nach rechts versetzt.
Um die Baustelle trockenzulegen, wurden auf der rechten Flussseite zwei Tunnel durch die Felswände getrieben und der Myitnge durch diese hindurchgeleitet. Der Durchmesser der Tunnel beträgt jeweils 10 Meter, ihre Länge 450 bzw. 500 m. Einer der Tunnel wurde danach verschlossen und der andere zu einem Grundablass umgebaut, um Wasser auch dann kontrolliert ablassen zu können, falls alle vier Turbineneinlässe verschlossen sein sollten.
Bei der Talsperre Yeywa wurde der Kofferdamm auf der Oberwasserseite als Teil der eigentlichen Staumauer errichtet.

## Stausee
Beim normalen Stauziel von 185 m erstreckt sich der Stausee über eine Fläche von rund 59 km² und fasst 2,6 Mrd. m³ Wasser – davon können 1,6 Mrd. m³ zur Stromerzeugung genutzt werden. Das minimale Stauziel liegt bei 150 m.

## Kraftwerk
Das Kraftwerk ist mit einer installierten Leistung von 790 MW das größte Wasserkraftwerk Myanmars (Stand März 2015). Die durchschnittliche Jahreserzeugung liegt bei 3,55 Mrd. kWh.
2010 wurden vier Maschinen mit jeweils maximal 197 (bzw. 197,5) MW Leistung in Betrieb genommen. Sie befinden sich in einem Maschinenhaus am Fuße der Staumauer auf der linken Seite. Die Francis-Turbinen wurden von China National Electric Equipment Corporation geliefert.
Der maximale Durchfluss liegt bei 210 m³/s je Turbine.
Das Kraftwerk ist im Besitz des Ministry of Electric Power des Staates Myanmar, wird aber von Myanmar Electric Power Enterprise betrieben.

## Sonstiges
Die Gesamtkosten für das Kraftwerk beliefen sich auf 600 bzw. 700 Mio. USD.